# Triphaenopsis viridescens
Triphaenopsis viridescens är en fjärilsart som beskrevs av W. Warren 1913. Triphaenopsis viridescens ingår i släktet Triphaenopsis och familjen nattflyn. Inga underarter finns listade i Catalogue of Life.